# Trinity (альбом)
«Trinity» — третій студійний альбом австрійського симфо-павер-метал-гурту Visions of Atlantis. Реліз відбувся 5 червня 2007 року.

## Список композицій
| #   | Назва                   | Тривалість |
| --- | ----------------------- | ---------- |
| 1.  | «At The Back of Beyond» | 3:28       |
| 2.  | «The Secret»            | 4:10       |
| 3.  | «Passing Dead End»      | 4:24       |
| 4.  | «The Poem»              | 5:24       |
| 5.  | «Nothing Left»          | 3:10       |
| 6.  | «My Darkside Home»      | 4:05       |
| 7.  | «Wing-Shaped Heart»     | 4:37       |
| 8.  | «Return to You»         | 5:14       |
| 9.  | «Through My Eyes»       | 4:13       |
| 10. | «Flow This Desert»      | 4:43       |
| 11. | «Seven Seas»            | 4:09       |

## Учасники запису
- Мелісса Ферлаак — жіночий вокал
- Маріо Планк — чоловічий вокал
- Томас Кейсер — ударні
- Майк Корен — бас-гітара
- Мартін Харб — клавішні
- Вольфганг Кох — гітари